# Ayres de Menezes
Ayres de Sacramento Menezes, kurz Ayres Menezes (* 11. August 1889 in Guadalupe auf São Tomé; † 27. April 1946 in Dondo, Portugiesisch-Westafrika) war der erste schwarze Arzt von São Tomé und bekannte politische Persönlichkeit des damals zu Portugal gehörenden Archipels. Menezes setzte sich in verschiedenen Organisationen, wie der Junta de Defesa dos Direitos d'África, der Liga Africana und der Liga dos Interesses Indígenas de São Tomé e Príncipe für die Belange der durch Portugal kolonisierten afrikanischen Bevölkerung vornehmlich in São Tomé und Príncipe ein.

## Leben

### Jugend und Ausbildung
Ayres de Menezes wurde am 11. August 1889 im Dorf Cruz Grande der Gemeinde Guadalupe auf der Insel São Tomé geboren. Die Insel gehörte zu der Zeit, genauso wie Príncipe, zum portugiesischen Kolonialreich. Er war der Sohn von Manuel Pedro de Menezes, ein Plantagenbesitzer und Eigentümer der Santa-Cantarina-Farm auf der Insel, und Maria Alves da Costa Tingir. Nachdem Menezes seine Grundschulzeit auf São Tomé absolviert hatte, setzte er seine Sekundarschulausbildung in Lissabon fort.

### Politisierung während des Studiums in Portugal
Nach seiner Schulausbildung begann Menezes ein Studium der Medizin an der Lissabonner Universität. Während seines Studiums politisierte sich Menezes und begann sich für eine Emanzipation der durch Portugal kolonisierten Afrikanerinnen und Afrikaner einzusetzen. Im März 1911 gründete er mit Mitstreitenden die Zeitschrift O Negro als Stimme der schwarzen Studierenden der Universität. Nach nur drei Ausgaben gaben die Herausgeber im Oktober des gleichen Jahres auf.
1912 gründete Menezes mit dreizehn weiteren Studierenden die erste panafrikanische Organisation in Lissabon mit dem Namen Junta de Defesa dos Direitos d'África (JDDA), die sich für ein „schwarzes Bewusstsein“ und eine Emanzipation der schwarzen Portugiesen einsetzte. Zwischenzeitlich gab die JDDA eine Zeitschrift namens A Voz d'África heraus, die später durch die Tribuna d'África ersetzt wurde. Unter anderem protestierte die Organisation mit Menezes als Unterzeichner gegen ein im November 1912 beschlossenes Gesetz der portugiesischen Regierung, das lokale Plantagenbesitzer verpflichtete in den Kolonien nur lokale Arbeitskräfte anzustellen. Die Anstellung von Arbeitskräften aus anderen Kolonien war lediglich weißen Plantagenbesitzern vorbehalten.
1916 schloss Menezes sein Medizinstudium ab und diente anschließend während des Ersten Weltkrieges der portugiesischen Armee als Militärarzt in der Kolonie Mosambik. Im Juni 1920 gründeten schwarze Portugiesen die Organisation Liga Africana, die die Zeitschrift Correio d'África herausgab, Menezes war einer der Herausgeber der Zeitschrift. Im gleichen Jahr kehrte Menezes wieder auf seine Heimatinsel zurück und begann dort als Arzt zu arbeiten.

### Rückkehr nach São Tomé
Auch auf São Tomé behielt er sein politisches Engagement bei und trat der Liga dos Interesses Indígenas de São Tomé e Príncipe (LII) bei, die 1910 von der kreolischen Elite des Archipels zur Verteidigung ihrer Rechte gegenüber der kolonialen Verwaltung gegründet worden war. Die LII war mit der Liga Africana verbunden, Menezes war der Delegierte der LII in der Liga Africana.
Die portugiesische Kolonialverwaltung, die Menezes als wesentlich radikaler als die anderen Mitglieder der LII einschätzte, strafversetzte ihn darauf von der Insel São Tomé nach Príncipe, um seinen Einfluss einzudämmen. Mit dem Ende der liberalen Ersten Portugiesische Republik und dem Aufstieg des portugiesischen Faschismus, verbot der Gouverneur der Insel die Organisation und warf ihr Anstiftung zur Unruhe bei der Wahl zum Obersten Gerichtshof der Kolonien im Jahr 1926 vor. Menezes wurde daraufhin nach Angola abgeschoben, 43 andere Mitglieder der Organisation nach Príncipe.

### Tätigkeit in Angola
Nach einiger Tätigkeiten in Angola versuchte Menezes nach São Tomé zurückzukehren, gab jedoch wegen Repressalien der kolonialen Verwaltung auf, und zog 1931 zunächst nach Lissabon. 1933 zog er wieder in die Kolonie Angola und übernahm dort die Stelle eines Arztes im Krankenhaus von Vila João de Almeida (heute Chibia), in der Nähe der damaligen Stadt Sá da Bandeira (heute Lubango) in der Provinz Huíla. Anschließend wurde Menezes in das Krankenhaus von Dondo in der Provinz Cuanza Norte versetzt. In dem Krankenhaus starb er am 27. April 1946 an einer Lungenstauung und wurde anschließend dort auch begraben.
Nach der Unabhängigkeit von São Tomé und Príncipe 1975 wurde das einzige Krankenhaus von São Tomé nach Menezes benannt.

### Familie
Bis zu seinem Tod war Menezes mit Aida Ramos Azancot (1887–1967) verheiratet, die Tochter von Jacob Levy Azancot, einem sephardischen Juden aus Marokko und Eigentümer der Java-Farm auf São Tomé. Das Paar hatte mehrere Kinder: Leah Aida (1920–2000), Aires Henrique (1922–1976), Manuel Pedro (1923–1984), Oscar Jacob (1924–?), Hugo José (1927–1999), Maria Antonieta (?).
Hugo José Azancot de Menezes engagierte sich sowohl in der são-toméischen Unabhängigkeitsbewegung Movimento de Libertação de São Tomé e Príncipe wie der angolanischen Unabhängigkeitsbewegung Movimento Popular de Libertação de Angola. Der Sohn von Manuel Pedro Azancot de Menezes und damit Enkel von Ayres Menezes, Manuel Azancot de Menezes, ist ein osttimoresischer Politiker und Prorektor an der Universidade de Díli.